# Woman (álbum de Jill Scott)
Woman é o quinto álbum de estúdio da cantora norte-americana Jill Scott, lançado a 24 de julho de 2015 através da Blue Babe e Atlantic Records. O disco estreou na primeira posição da tabela musical dos Estados Unidos, Billboard 200, com 62 mil cópias vendidas.

## Desempenho nas tabelas musicais

### Posições
| Tabela musical (2015)                         | Melhor posição |
| --------------------------------------------- | -------------- |
| Austrália - ARIA Albums Chart                 | 68             |
| Bélgica - Ultratop 50 (Flandres)              | 147            |
| Estados Unidos - Billboard 200                | 1              |
| Estados Unidos - Billboard R&B/Hip-Hop Albums | 1              |
| França - SNEP                                 | 119            |
| Reino Unido - UK Albums Chart                 | 54             |
| Suíça - Schweizer Hitparade                   | 79             |